# Virgilio Cepari
Virgilio Cepari (Panicale, 28 de junio de 1564 - Roma, 14 de marzo de 1630) fue un religioso jesuita, hagiógrafo y escritor espiritual italiano.

## Vida
Entró en la Compañía de Jesús tras sus estudios literarios e inicios de los jurídicos. Por su poca salud, no pudo ir a las Indias y tuvo que retrasar la filosofía (1587-1590) tres años, durante los cuales enseñó en Recanati. Coincidió unos años en el Collegio Romano con Luis Gonzaga (llegado en mayo de 1587), con quien tuvo estrecha amistad. Desde entonces, Cepari comenzó a escribir en secreto la vida de éste y, más tarde, sería el principal promotor de su beatificación (1605). Durante su tercera probación (1595), empezó su excepcional carrera de predicador y se convirtió en uno de los más solicitados entre los jesuitas en Italia.
Siendo rector del colegio de Florencia (1598- 1601), trató mucho con las religiosas del convento carmelita, donde vivía María Magdalena de Pazzi. Después, fue rector del colegio de Parma, primer rector del de Castiglione delle Stiviere y, por fin, del Collegio Romano (1620-1623). En su primer año en éste, Juan Berchmans era miembro de su comunidad. Trasladado a la casa profesa, fue postulador de muchas causas jesuitas y escribió un Directorium canonizationis sanctorum, muy estimado por Prospero Lorenzo Lambertini (más tarde, Benedicto XIV).
Dirigió a Cinzia Gonzaga, una sobrina de Luis, en la fundación del Collegio delle Vergini de Gesù en Castiglione, que aún subsiste, y cuyas reglas Cepari escribió. Su fama como escritor espiritual se basa más en sus biografías de Gonzaga y Berchmans que en su tratado sobre la presencia de Dios, dedicado al cardenal Roberto Belarmino. Ambas biografías lo colocan entre los primeros en fundamentar la hagiografía en el estudio riguroso de las fuentes. Su originalidad esta en el relieve dado a la intuición personal acerca de los biografiados. Su obra tuvo gran influjo en la evolución de los escritos hagiográficos del siglo xvi.

## Obras
- Vita del Beato Luigi Gonzaga... (Roma, 1606).
- Essercizio della presenza di Dio (Milan, 1621).
- Ristretto della vita del Beato Padre Francesco Borgia (Roma, 1624).
- Vita di Giovanni Berchmans fiammingo... (Roma, 1627).